# Tokelauische Sprache
Tokelauisch ist eine austronesische Sprache, die von ungefähr 1400 Menschen in Tokelau gesprochen wird. Sie gehört zum polynesischen Zweig innerhalb des malayo-polynesischen Zweiges in der austronesischen Sprachfamilie und ist neben dem Englischen Amtssprache in Tokelau. Tokelauisch wird auch von ungefähr 2900 tokelauischen Auswanderern in Neuseeland gesprochen.
Das tokelauische Alphabet umfasst folgende 20 Buchstaben:
| A a | Ā ā | E e | Ē ē | F f | G g | H h | I i | Ī ī | K k |
| L l | M m | N n | O o | Ō ō | P p | T t | U u | Ū ū | V v |